# 阿德里安·莱伊尔
阿德里安·莱伊尔（Adrian Leijer，1986年3月25日—），是一名澳大利亚职业足球运动员，司职后卫。现在效力于澳大利亞球队丹德農市。

## 俱乐部生涯
莱伊尔早年在吉朗SC和维多利亚体育学院接受职业足球训练。2003年，他加入墨尔本骑士，参加末届国家足球联赛。莱伊尔在赛季结束后前往英超球队埃弗顿试训三周，但最终未能留队。2005年，他和澳职球队墨尔本胜利签约。在2005/06赛季，他代表球队出场20次，仅错过一场比赛，但最终墨尔本胜利仅获得倒数第二名。2006/07赛季，他帮助球队赢得联赛冠军，并获得联赛最佳年轻球员的称号。
2007年8月2日，墨尔本胜利确认英超球队富勒姆已经为莱伊尔提出报价，最终莱伊尔接受富勒姆提出的三年合同。不过莱伊尔并未获得出场机会，只能为富勒姆预备队出战。2009年2月2日，他被租借到诺里奇城至赛季结束。但这次租借生涯对莱伊尔来说也并不成功，他仅获得4次联赛出场机会。
2009年夏季，莱伊尔回到墨尔本胜利，签约三年。2011年2月，他成为球队的队长，直到2013年9月被马克·米利甘取代。
2015年2月25日，莱伊尔转会加盟中国足球超级联赛升班马重庆力帆。

## 国家队生涯
莱伊尔曾入选澳大利亚各年龄级别国家足球队，2008年，他代表澳大利亚国奥队参加2008年夏季奧林匹克運動會男子足球比賽。
2008年3月22日，莱伊尔在澳大利亚和新加坡的比赛首次为成年国家队出场。